# Ministero della salute
Il Ministero della salute è un dicastero del governo italiano. Ha compiti in materia sanitaria, di profilassi e raccordo con le istituzioni internazionali ed europee nel campo della salute.
L'attuale ministro è Orazio Schillaci, in carica dal 22 ottobre 2022.

## Storia
Le origini del Ministero sono da ricercare nel regio decreto n. 255 del 9 ottobre 1861 che abolendo il Segretariato generale del Ministero dell'interno, istituiva quattro direzioni generali, tra cui la Direzione generale per le opere pie e carità. Tuttavia il R.D. n. 482 del 10 marzo 1862 ricostituì il segretariato generale sopprimendo nuovamente le direzioni generali. Successivamente, con il regio decreto n. 4707 del 3 luglio 1887 nasce la Direzione Generale della Sanità pubblica, sempre inquadrata presso il Ministero dell'interno.

### 1945 - ACIS
La situazione rimane immutata fino nell'immediato secondo dopoguerra, quando con decreto legislativo luogotenenziale n. 417 del 12 luglio 1945, si giunge alla soppressione della direzione generale ed alla istituzione dell’ACIS - Alto Commissariato per l'Igiene e la Sanità pubblica presso la Presidenza del Consiglio dei ministri.

### 1958 - Ministero della sanità

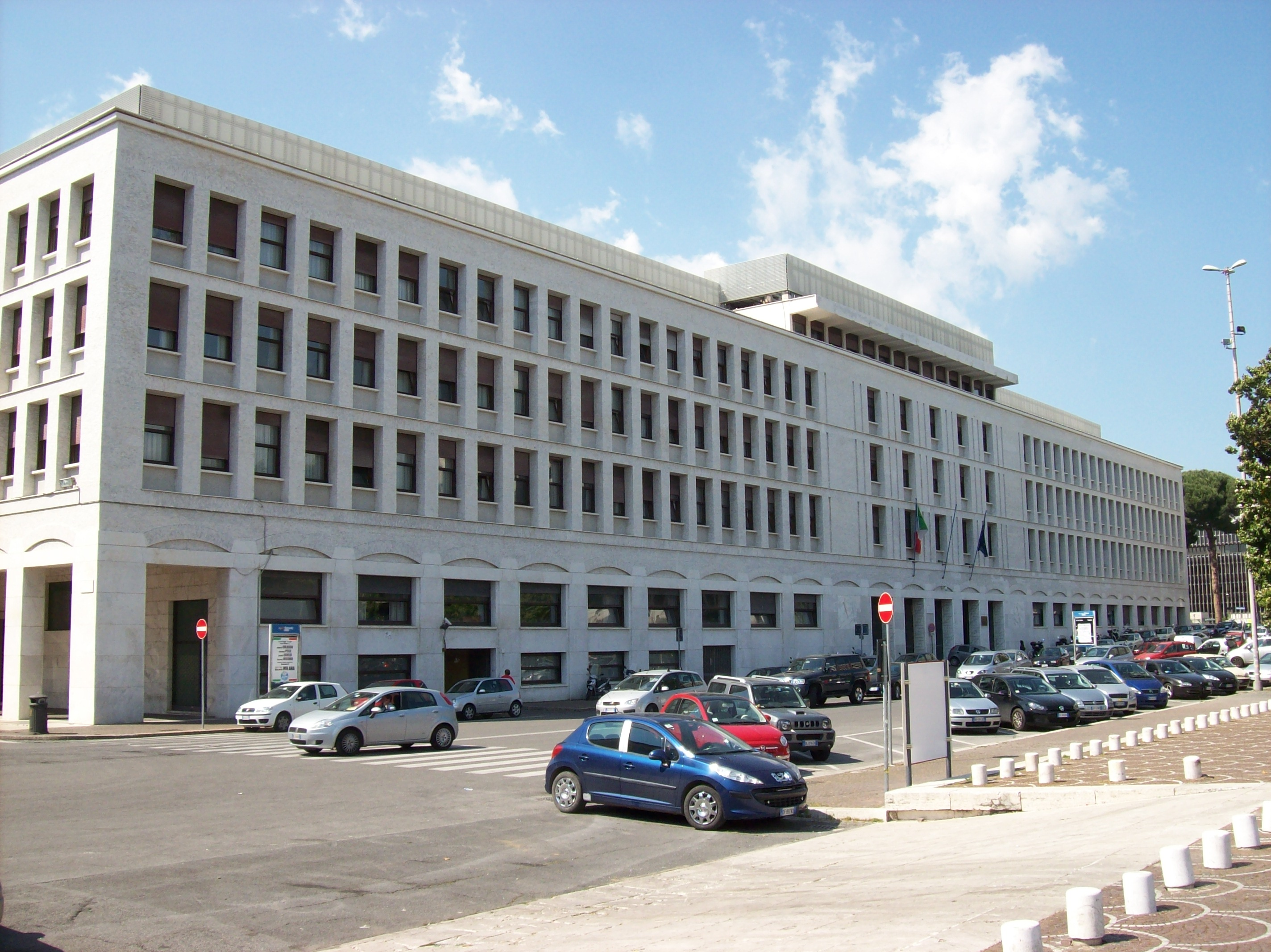
Il palazzo costruito all'EUR come sede del nuovo ministero (1958-60). In seguito ha ospitato il Ministero dell'università e della ricerca e la biblioteca del Ministero della salute

Formalmente infine il dicastero della salute nacque come Ministero della sanità, con la legge 13 marzo 1958, n. 296 per scorporo dal Ministero dell'interno, sotto il governo Zoli, e con l'accorpamento delle funzioni dell'Alto commissario per l'igiene e la sanità. La proposta del medico Raffaele Caporali nel 1957, anno della sua morte, fu accolta con la proposta di legge R. Caporali – Francesco De Bosio.

### 1978 - SSN

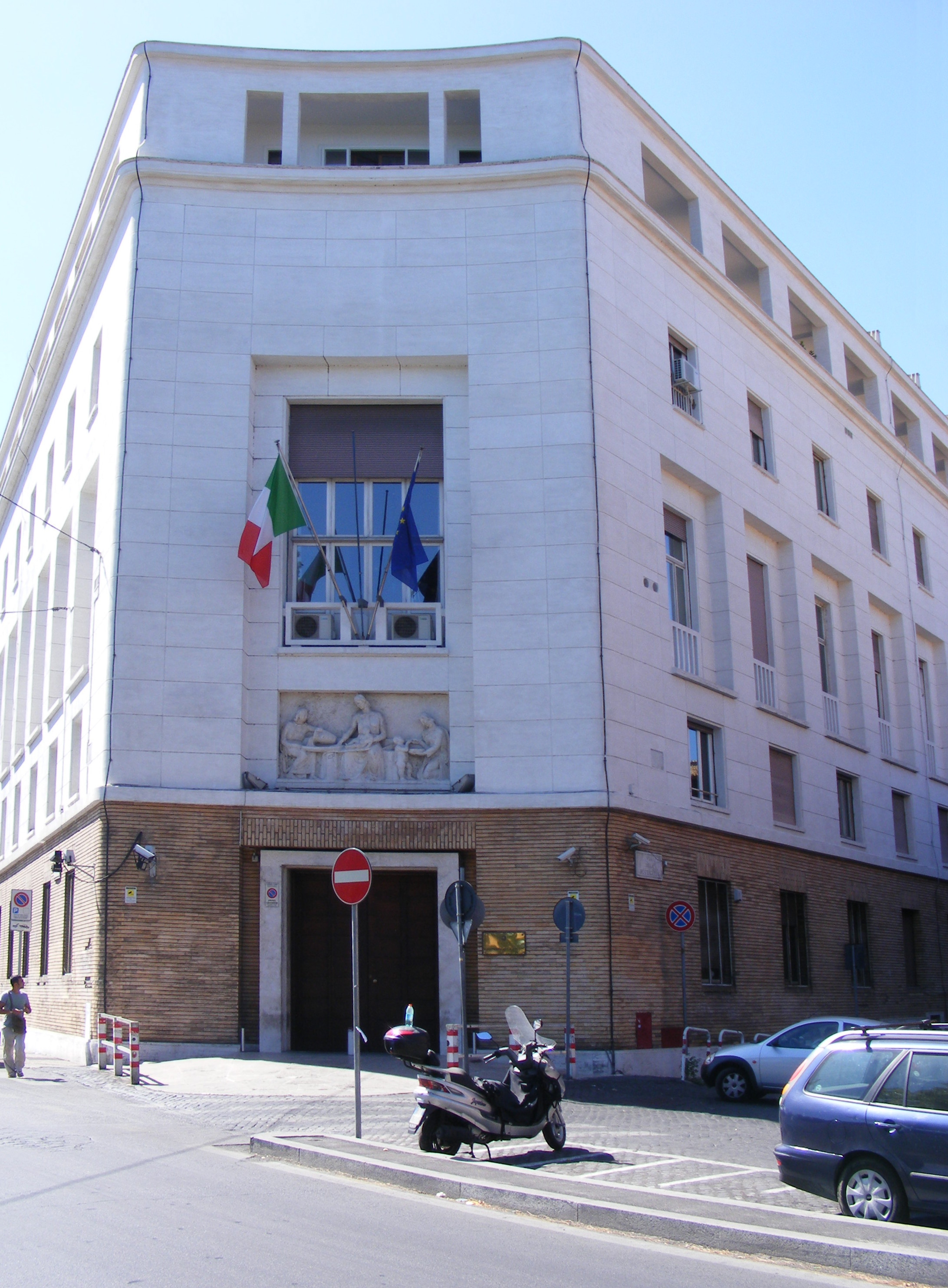
Sede del ministro in lungotevere Ripa 1, a Trastevere (in origine sede dell'ONMI)

Da semplice raccordo delle strutture sanitarie con la riforma di cui alla legge n. 833/1978 il Ministero divenne il capofila del Servizio sanitario nazionale. Le sue funzioni variarono molto con il progressivo aumento delle competenze delle Regioni: l'art. 117 Cost. che poneva la sanità tra le materie riservate alla competenza regionale.
Con la riforma Bindi e la riforma Bassanini durante gli anni novanta le competenze del dicastero a livello centrale rimasero veramente poche, anche per la ulteriore modifica dell'art. 117 Cost., che demandò completamente le competenze di organizzazione sanitaria alle Regioni (riforma del Titolo V della Costituzione, costituzionalizzando quanto già fatto anni addietro con legge ordinaria ad opera dei governi dell'Ulivo).
Per tali ragioni la riforma Bassanini sulla organizzazione di Governo, il D. Lgs. n. 300/1999, lo abolì (ma solo a far data dal 2001) allorché le sue residue competenze sarebbero dovute passare all'istituendo Ministero del lavoro, della salute e delle politiche sociali. In realtà, prima della reale attuazione della riforma Bassanini, tali competenze passarono al Ministero della salute, istituito con la legge n. 317 del 3 agosto 2001, dall'allora governo Berlusconi II, scorporandole dal predetto Ministero, il cui nome venne modificato in Ministero del lavoro e delle politiche sociali.
La legge finanziaria per l'anno 2008, (legge n. 244 del 24 dicembre 2007) dispose la ricostituzione dei 12 ministeri previsti dalla riforma Bassanini del D. Lgs n. 300/1999, con il conseguente accorpamento del Ministero della salute nel predetto Ministero del lavoro, della salute e delle politiche sociali. Dopo solo circa un anno si ritenne comunque necessario lo scorporo delle competenze sanitarie dal nuovo dicastero ed il Governo presentò un disegno di legge per la reistituzione del Ministero della salute.
Con la legge 13 novembre 2009 n. 172, entrata in vigore il 13 dicembre 2009, si realizzò infine lo scorporo del Ministero della salute dal predetto Ministero del lavoro, della salute e delle politiche sociali e la contestuale istituzione del Ministero del lavoro e delle politiche sociali.

## Funzioni
Il Ministero della salute è l'organo centrale del servizio sanitario nazionale, cui sono attribuite le funzioni spettanti allo Stato in materia di tutela della salute umana, di coordinamento del Sistema sanitario nazionale, di sanità veterinaria, di tutela della salute nei luoghi di lavoro, di igiene e sicurezza degli alimenti, ferme restando le competenze esclusive delle Regioni che le esercitano tramite le aziende sanitarie locali. Predispone il Piano sanitario nazionale, rappresenta l'elemento di raccordo con l'Organizzazione mondiale della sanità - OMS e con l'Agenzia europea per i medicinali - EMA.

## Organizzazione
Il dicastero è organizzato con uffici a diretto riporto del vertice politico e con uffici amministrativi. Con il DPCM n. 59 del 2014, la struttura del ministero cambia, scompare la struttura a dipartimenti.
A diretto riporto del ministro e dei sottosegretari di Stato:
- gli uffici di diretta collaborazione
- il Segretariato generale
- la biblioteca

Il ministero è suddiviso in 12 direzioni generali ognuna delle quali ha funzioni specifiche:
1. Direzione generale della prevenzione sanitaria;
2. Direzione generale della programmazione sanitaria;
3. Direzione generale delle professioni sanitarie e delle risorse umane del Servizio sanitario nazionale;
4. Direzione generale dei dispositivi medici e del servizio farmaceutico;
5. Direzione generale della ricerca e dell'innovazione in sanità;
6. Direzione generale della vigilanza sugli enti e della sicurezza delle cure;
7. Direzione generale della sanità animale e dei farmaci veterinari;
8. Direzione generale per l'igiene e la sicurezza degli alimenti e la nutrizione;
9. Direzione generale della digitalizzazione, del sistema informativo sanitario e della statistica;
10. Direzione generale degli organi collegiali per la tutela della salute;
11. Direzione generale della comunicazione e dei rapporti europei e internazionali;
12. Direzione generale del personale, dell'organizzazione e del bilancio

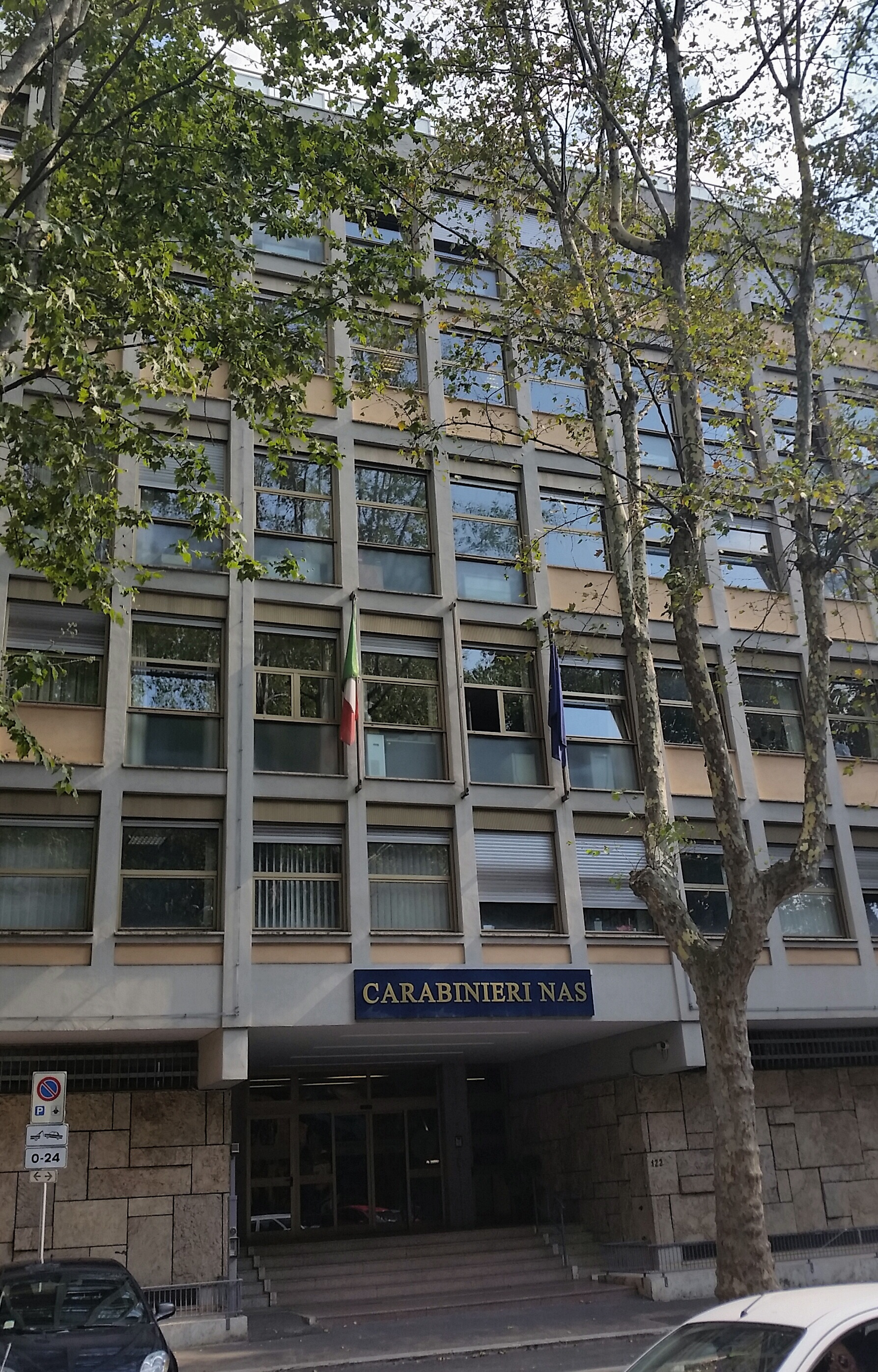
Sede NAS a Roma.

Dal ministro della salute dipendono funzionalmente il Comando carabinieri per la tutela della salute (già NAS) con un comando centrale, tre comandi di gruppo tutela salute (gruppi TS) e 35 nuclei anti-sofisticazioni (NAS) presenti su tutto il territorio nazionale.

## Strutture periferiche
Dal ministero dipendono i seguenti uffici territoriali:
- 8 uffici di sanità marittima, aerea e di frontiera - USMAF, sono gli uffici del Ministero situati nei maggiori porti ed aeroporti al fine di monitorare il rischio di malattie importate dall'estero
- 17 Uffici veterinari per gli adempimenti degli obblighi comunitari curano l'assistenza tra autorità amministrative nazionali e comunitarie in materia di legislazione veterinaria e zootecnica, presenti su tutto il territorio nazionale
- 38 posti di ispezione frontaliera - PIF, sono gli uffici del dicastero che effettuano i controlli di frontiera in materia di sanità animale
- 27 servizi assistenza sanitaria naviganti - SASN, ossia uffici dipendenti dal Ministero che forniscono assistenza sanitaria al personale in navigazione marittima o aerea

## Enti vigilati
Sotto la supervisione del ministro della salute sono posti, altresì, vari enti che compongono il Servizio sanitario nazionale, che trovavano nel ministero il proprio referente nazionale. Essi sono:
- il Consiglio superiore di sanità, istituito dal regio editto da re Carlo Alberto del 30 ottobre 1847, è l'organo consultivo tecnico-scientifico del ministro della salute. L'attuale organizzazione e funzionamento del Consiglio superiore di sanità sono regolati dal D. Lgs. 30 giugno 1993, n. 266 e dal DM 6 agosto 2003 n. 342, che prevedono cinque sezioni, le quali si occupano delle varie tematiche di natura sociale e sanitaria.
- l'Istituto superiore di sanità, regolato da D. Lgs. 29 ottobre 1999, n.419, quale organo tecnico-scientifico del Sistema sanitario nazionale. Ha funzioni di ricerca, sperimentazione, controllo, documentazione e formazione per quanto concerne la salute pubblica. È composto da laboratori di controllo e di ricerca.
- l'Agenzia nazionale per i servizi sanitari regionali - AGENAS è un ente con personalità giuridica di diritto pubblico che svolge un ruolo di collegamento e di supporto decisionale del Ministero e le Regioni sulle strategie di sviluppo del Servizio sanitario nazionale;
- gli istituti di ricovero e cura a carattere scientifico - IRCCS, sono istituti di ricovero e cura a carattere scientifico, ospedali di eccellenza che perseguono finalità di ricerca nel campo biomedico ed in quello della organizzazione e gestione dei servizi sanitari, sotto la vigilanza del Ministero;
- gli istituti zooprofilattici sperimentali - IZS sono enti sanitari di diritto pubblico dotati di autonomia gestionale ed amministrativa, che rappresentano lo strumento tecnico ed operativo del Servizio sanitario nazionale per quanto riguarda: la sanità animale, il controllo di salubrità e qualità degli alimenti di origine animale, l'igiene degli allevamenti ed il corretto rapporto tra insediamenti umani, animale ed ambientale. Sono dieci e raggruppano in ambito sovraregionale le competenze in materia;
- l'Agenzia italiana del farmaco - AIFA è organismo di diritto pubblico che opera sulla base degli indirizzi e della vigilanza del Ministero, in autonomia, trasparenza ed economicità, in raccordo con le Regioni, l'Istituto superiore di sanità, gli istituti di ricovero e cura a carattere scientifico, le associazioni dei pazienti, i medici e le società scientifiche, le imprese produttrici e distributrici di farmaci, al fine di definire gli standard;
- l'Istituto Nazionale per la promozione della salute delle popolazioni Migranti e per il contrasto delle malattie della Povertà - INMP è un ente con personalità giuridica di diritto pubblico istituito nel 2007 per fronteggiare le sfide socio-sanitarie poste dalle popolazioni più vulnerabili;
- la Croce Rossa Italiana - CRI quale ente di assistenza sanitaria in collegamento con la Croce Rossa Internazionale ove occorra soccorso, sia in tempo di guerra che di pace.

## Commissioni e organi consultivi
Presso il dicastero hanno sede diverse commissioni e comitati consultivi:
- Commissione nazionale per la lotta contro l'Aids
- Commissione per la vigilanza ed il controllo sul doping e per la tutela della salute nelle attività sportive
- Commissione consultiva per i biocidi
- Gruppo di lavoro sullo stato vegetativo e di minima coscienza
- Commissione interministeriale in materia di biotecnologie
- Centro nazionale prevenzione e controllo malattie (CCM)
- Commissione unica sui dispositivi medici (CUD)
- Tavolo di lavoro sugli interventi sanitari e di riabilitazione in favore delle persone con disabilità
- Commissione nazionale per la formazione continua in medicina
- Nucleo di valutazione e verifica degli investimenti pubblici in sanità
- Comitato pari opportunità (CPO)
- Osservatorio nazionale per la libera professione intramuraria
- Commissione sulla appropriatezza delle prescrizioni
- Commissione nazionale per la definizione e l'aggiornamento dei livelli essenziali di assistenza
- Gruppo paritetico per l'attuazione del programma "Guadagnare salute"
- Commissione nazionale della ricerca sanitaria
- Gruppo di lavoro tecnico - scientifico nel settore della ricerca biomedica
- Consulta tecnica permanente per il sistema trasfusionale
- Commissione per la protezione degli animali da allevamento e da macello
- Comitato nazionale per la sicurezza alimentare (CNSA)
- Commissione unica per la dietetica e la nutrizione
- Commissione consultiva per i prodotti fitosanitari
- Commissione consultiva per il rilascio delle licenze di pubblicità sanitaria